# Apotrophus simplicicollis
Apotrophus simplicicollis là một loài bọ cánh cứng trong họ Cerambycidae.